# Osiris stenolobus
Osiris stenolobus är en biart som beskrevs av Shanks 1986. Osiris stenolobus ingår i släktet Osiris och familjen långtungebin. Inga underarter finns listade i Catalogue of Life.